# 678198 Jeanmariferenbac
678198 Jeanmariferenbac este o planetă minoră (asteroid) din centura de asteroizi. A fost descoperită pe 9 octombrie 2013 la  de Michel Ory⁠(d). 
Obiectul prezintă o orbită caracterizată de o semiaxă mare de 2,789630939199 UAi, o excentricitate de 0,24889639704412, o înclinație de 9,2698473434698 ° în raport cu ecliptica.